# Novo Sélo (obchtina)
Pour l’article homonyme, voir Novo Selo.
La commune de Novo Sélo (en bulgare Община Ново село - Obchtina Novo Sélo) est située dans le nord-ouest de la Bulgarie.

## Géographie
La commune de Novo Sélo est située dans le nord-ouest de la Bulgarie, à 220 km au nord-nord-ouest de la capitale Sofia.
Son chef lieu est la ville de Novo Sélo et elle fait partie de la région administrative de Vidin.
| 2001  | 2011  |
| ----- | ----- |
| 4 094 | 2 927 |

,
,

## Administration

### Structure administrative
La commune compte 5 villages :
| - village de Floréntin - village de Négovanovtsi - village de Novo sélo - village de Vinarovo - village de Yassén |

## Galerie

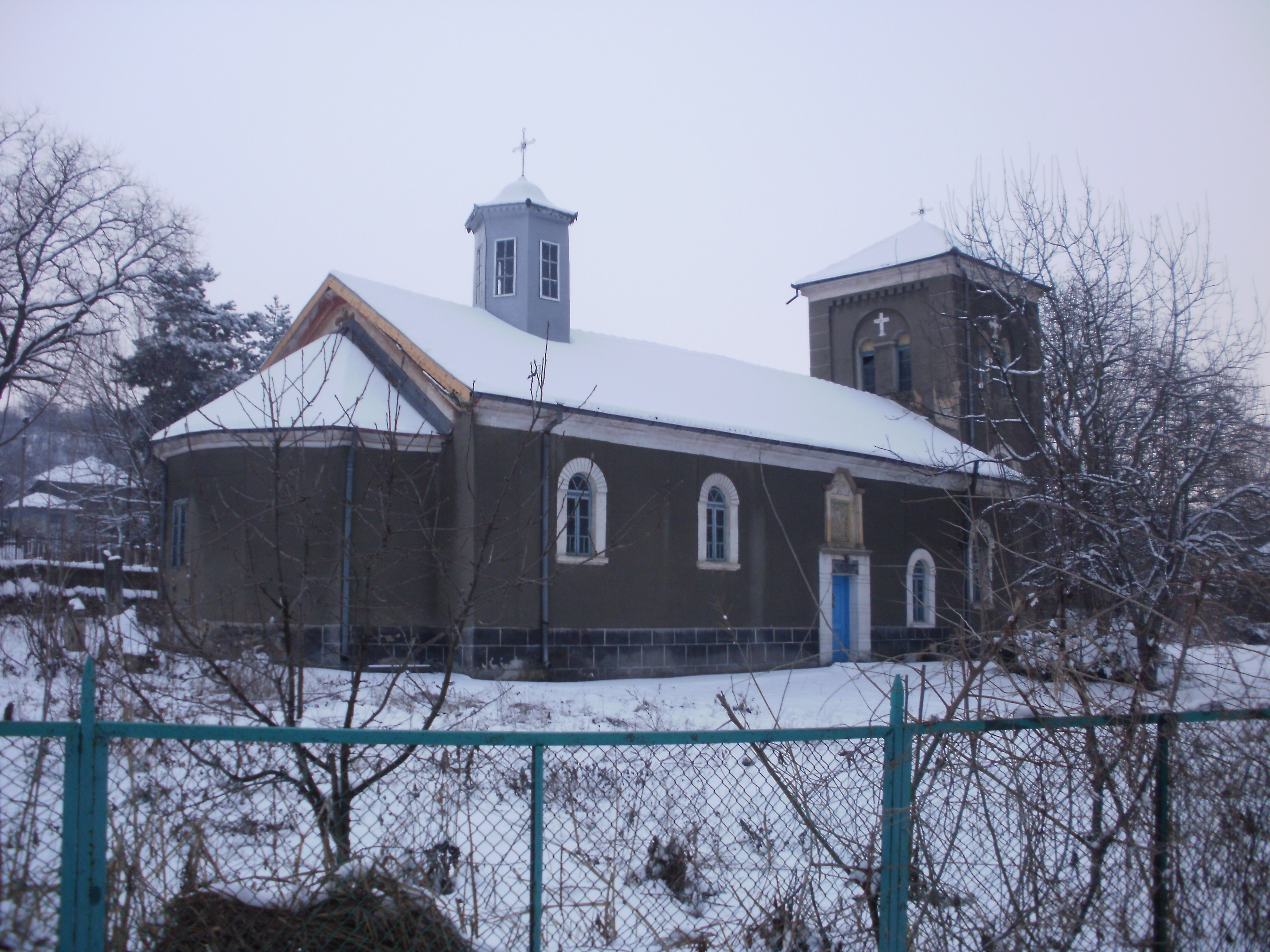
L'église de Floréntin
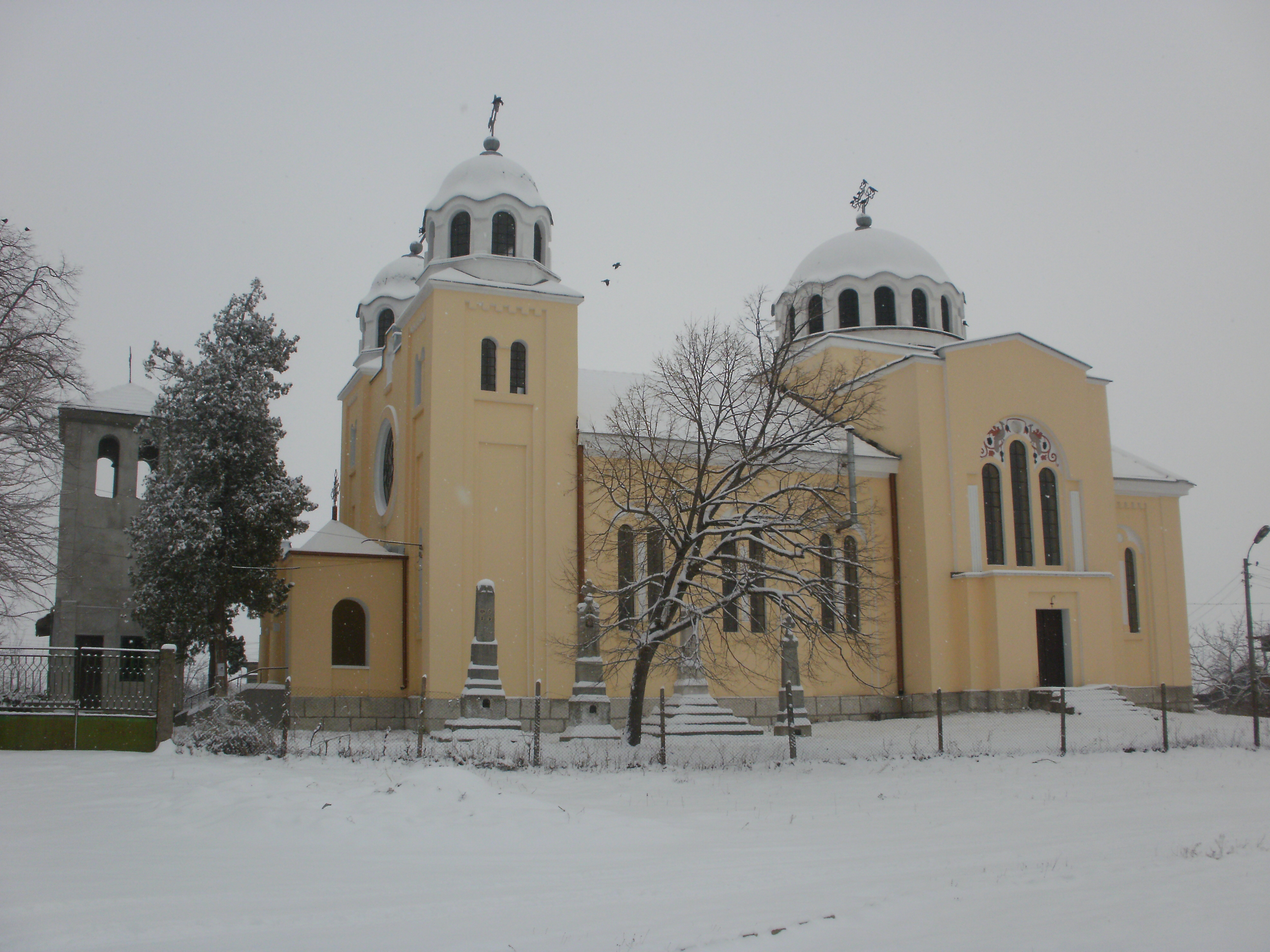
L'église de la Sainte-Trinité à Négovanovtsi
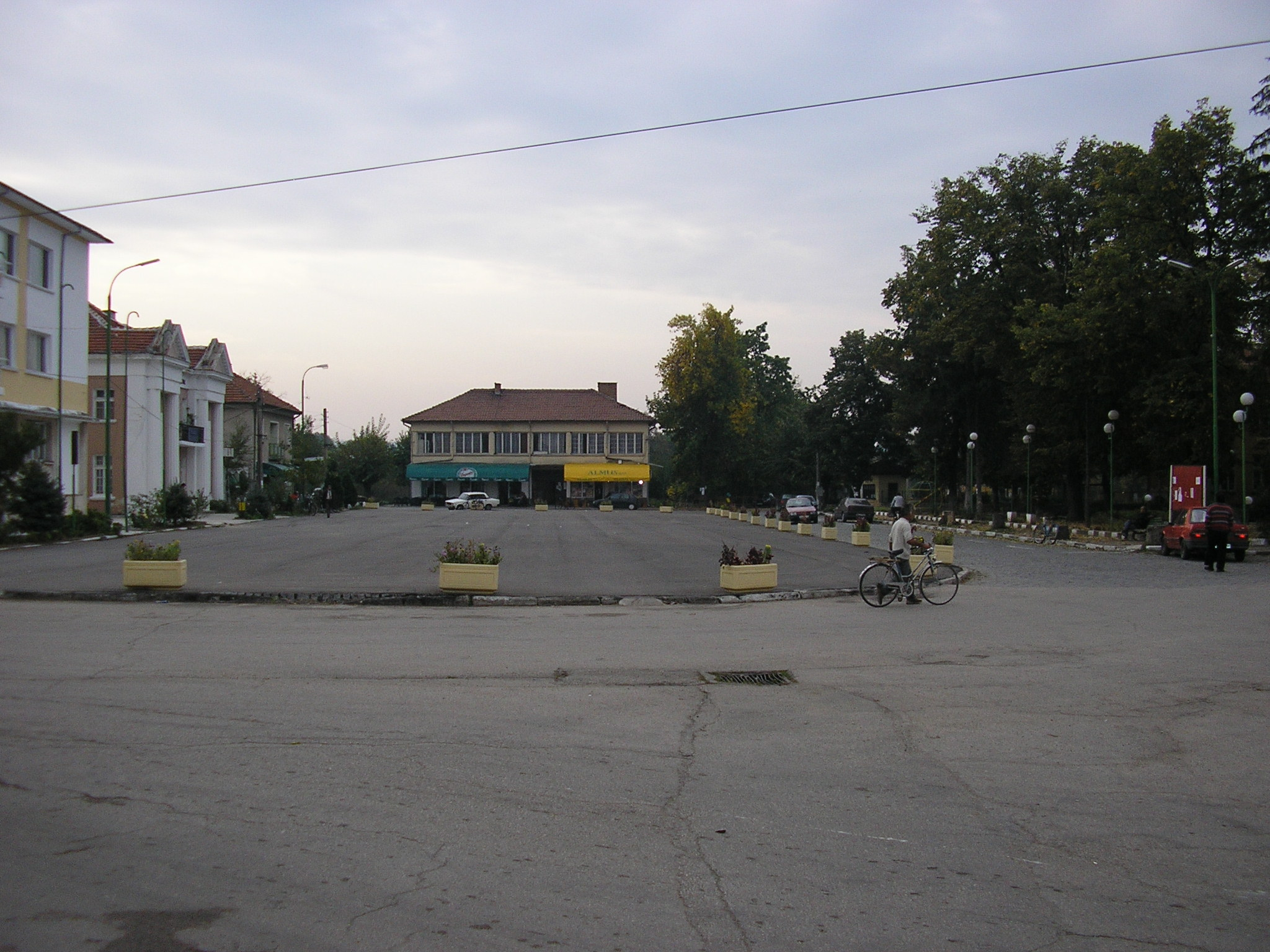
La place centrale de Novo Sélo
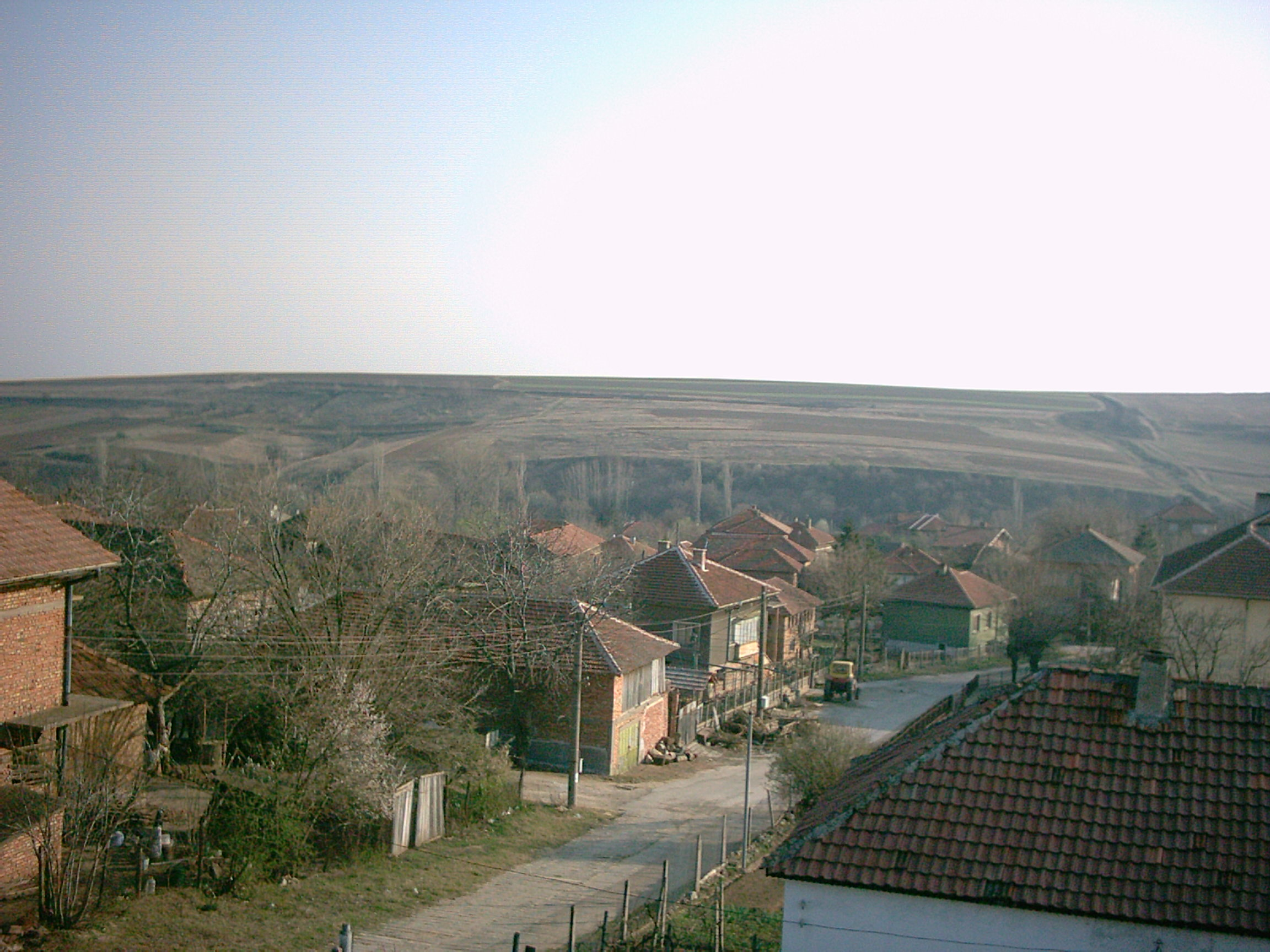
Le village de Vinarovo